# دوري تونغا لكرة القدم 2007
دوري تونغا لكرة القدم 2007 هو موسم من دوري تونغا لكرة القدم. فاز فيه Lotohaʻapai United ‏.